# Kde roste červené kapradí

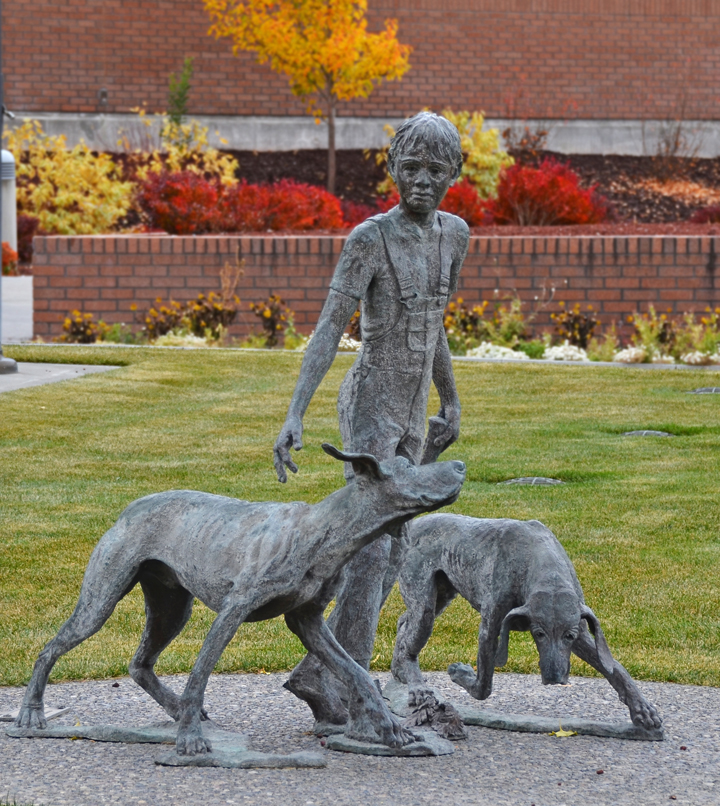
Socha Billa Colemana a jeho dvou psů od Marilyn Hoff Hansenoé, Idaho Falls

Kde roste červné kapradí (1961, Where the Red Fern Grows) je dobrodružný román pro mládež od amerického spisovatele Wilsona Rawlse se silnými autobiografickými motivy. Román vypráví příběh o přátelství chlapce a jeho dvou psů.

## Vznik románu
První verze románu vznikla ještě v době, kdy Wilson Rawls během třicátých, čtyřicátých a padesátých let pracoval jako tesař v Jižní Americe, v Kanadě a na Aljašce. Kvůli jeho nedostatečnému vzdělání obsahoval však jeho rukopis velké množství gramatických chyb, a tak byl všude odmítnut. Před svou svatbou v roce 1958 Rawls román společně s dalšími svými rukopisy spálil.
Když ale své manželce prozradil své přání stát se spisovatelem, přesvědčila jej, aby nějaký příběh znovu napsal. Během tří týdnů Rawls vytvořil novou verzi románu, který mu manželka zredigovala. Příběh vycházel nejprve na pokračování v The Saturday Evening Post a poté vyšel roku 1961 knižně. Kniha získala několik cen a stala se nedílnou součástí americké dětské literatury.

## Obsah románu

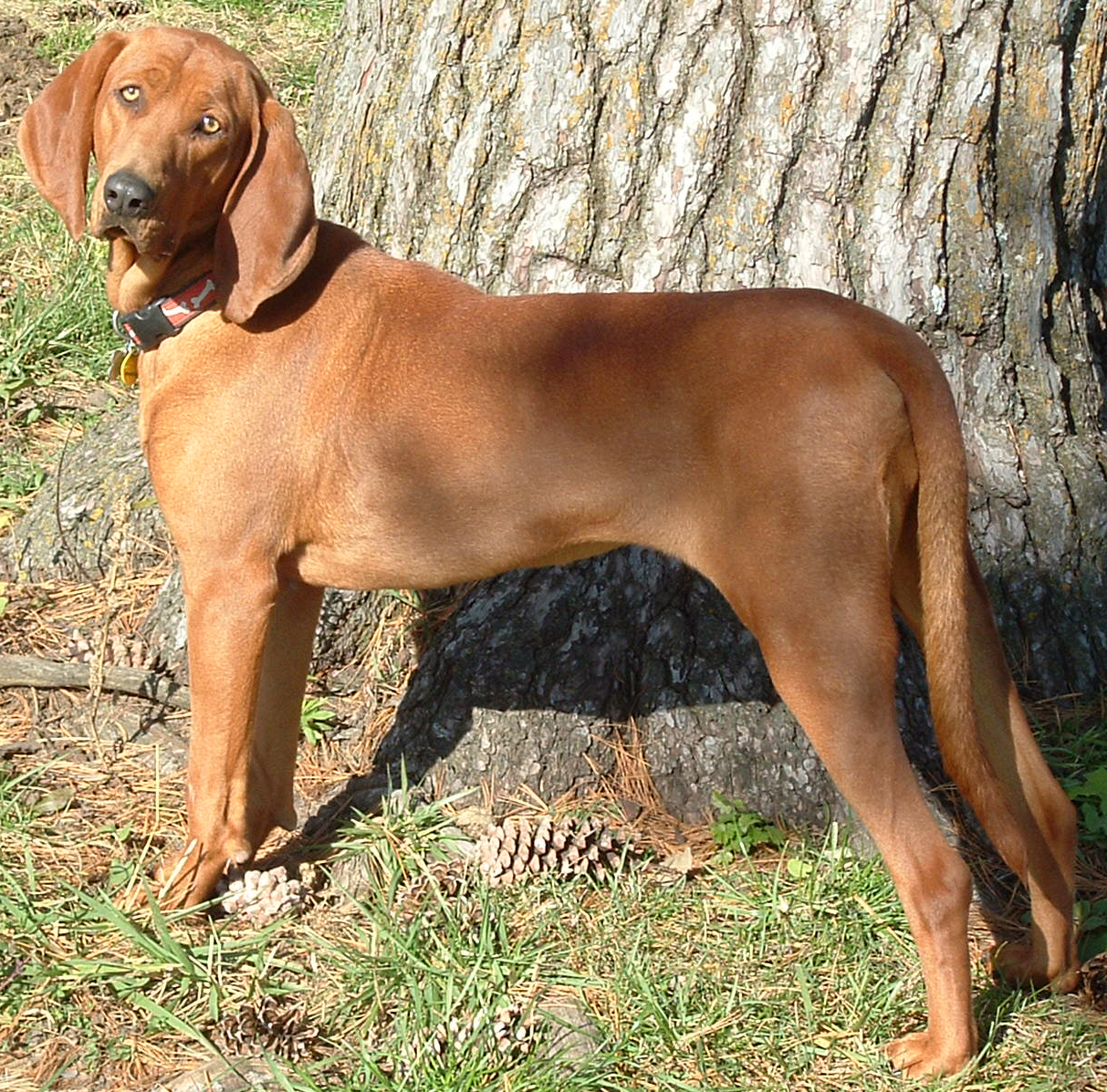
Redbone Coonhound

Román vypráví příběh dvanáctiletého chlapce Billa Colemana, který vyrůstá se s rodiči, dědečkem a babičkou a se sestrami na území kmene Čerokíů v Oklahomě na Ozarkské vysočině. Jeho velkým přáním je mít psa, ale jeho rodiče si nemohou dovolit mu ho koupit. Proto dva roky o prázdninách dře s dospělými muži v lese a na psy si vydělá. S pomocí svého dědečka si koupí dvě štěňata loveckých psů plemene Redbone Coonhound, které pojmenuje podle jmen vyřezaných do stromu Dan (Old Dan) a Anička (Little Ann).
Bill štěňata vychovává a chodí s nimi na lov mývalů. Dan je silný a odvážný pes a Anička je zase velmi inteligentní a také vyhraje soutěž o nejkrásnějšího psa. Všichni se mají navzájem velmi rádi a jejich lovecké schopnosti jsou takové, že Bill do dědečkova obchodu přinese více kožešin než kterýkoliv jiný lovec.
Všichni spolu prožijí spoustu dobrodružství, jednoho dne však dojde k neštěstí, když Billovo lesní tábořiště napadne v noci puma, na kterou se psi neohroženě vrhnou. Bill je chce chránit a zaútočí na pumu sekerou. Společně se jim podaří pumu zabít, ale Dan je při boji tak zraněn, že umírá. Bill je zdrcen a Anička je tak smutná, že přestane jíst a za několik dnů na Danově hrobě umírá i ona. Na jejich hrobech pak vyroste červené kapradí. Všichni si vzpomenou na starou indiánskou pověst o tom jak se malý indiánský chlapec a dívka ztratili ve vánici a zmrzli. Na jaře byli nalezeni uprostřed červeného kapradí, které může zasadit pouze dobrý duch (anděl). Takovéto místo je pak posvátné.

## Filmové adaptace
- Where the Red Fern Grows (1974, Kde roste červené kapradí), americký film, režie Norman Tokar.
- Where the Red Fern Grows: Part Two (1992), americký film založený na charakterech knihy Kde roste červené kapradí, režie Jim McCullough Jr.
- Where the Red Fern Grows (2003, Kde roste červené kapradí), americký film, režie Lyman Dayton a Sam Pillsbury.